# Мост Траяна

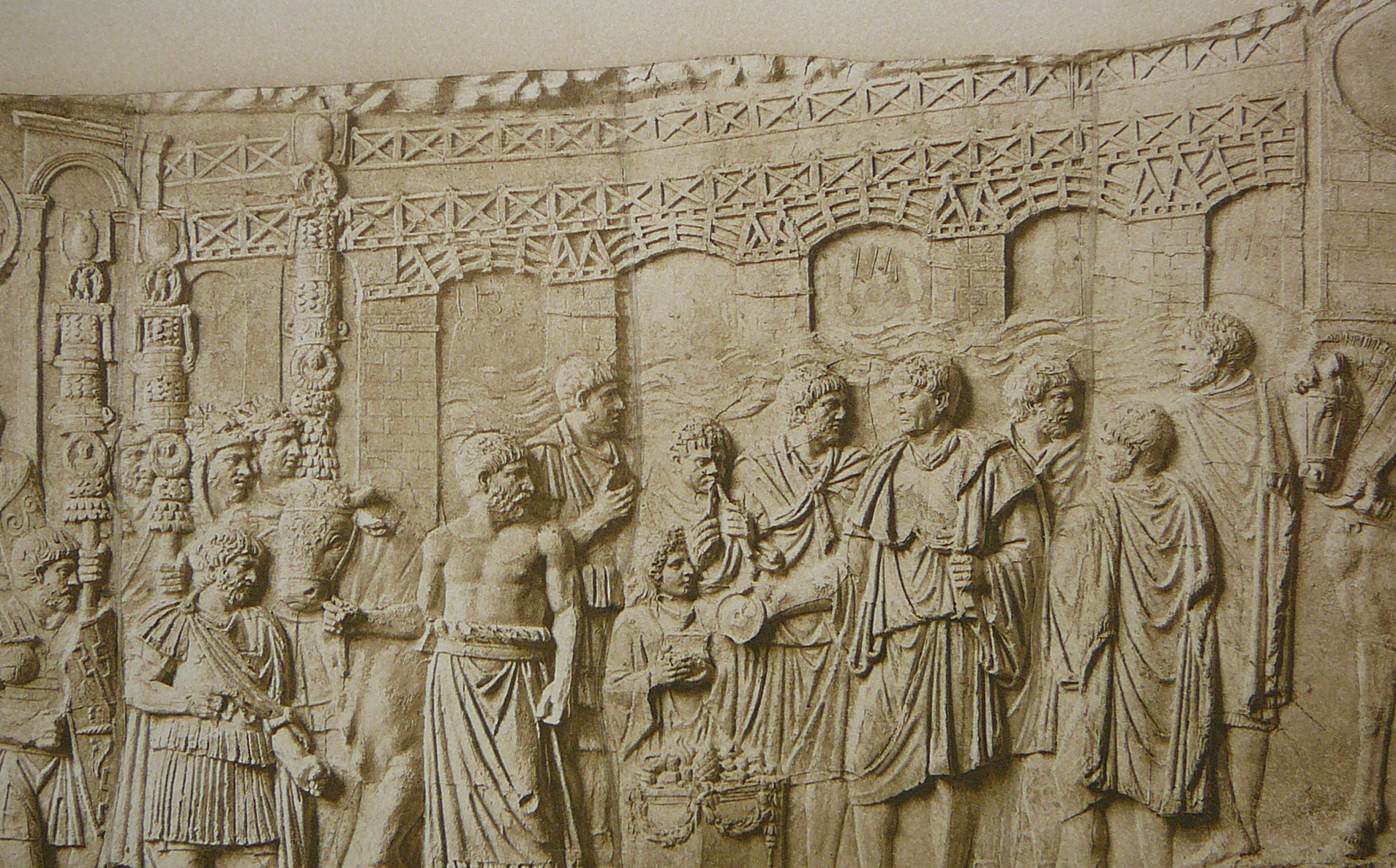
Изображение моста на колонне Траяна в Риме.

Траянов мост — самый длинный древнеримский мост, перекинутый в 103—105 годах по проекту Аполлодора Дамасского через Истр (Дунай) к востоку от Железных ворот. Это был первый в истории мост через вторую по величине реку Европы.

## История

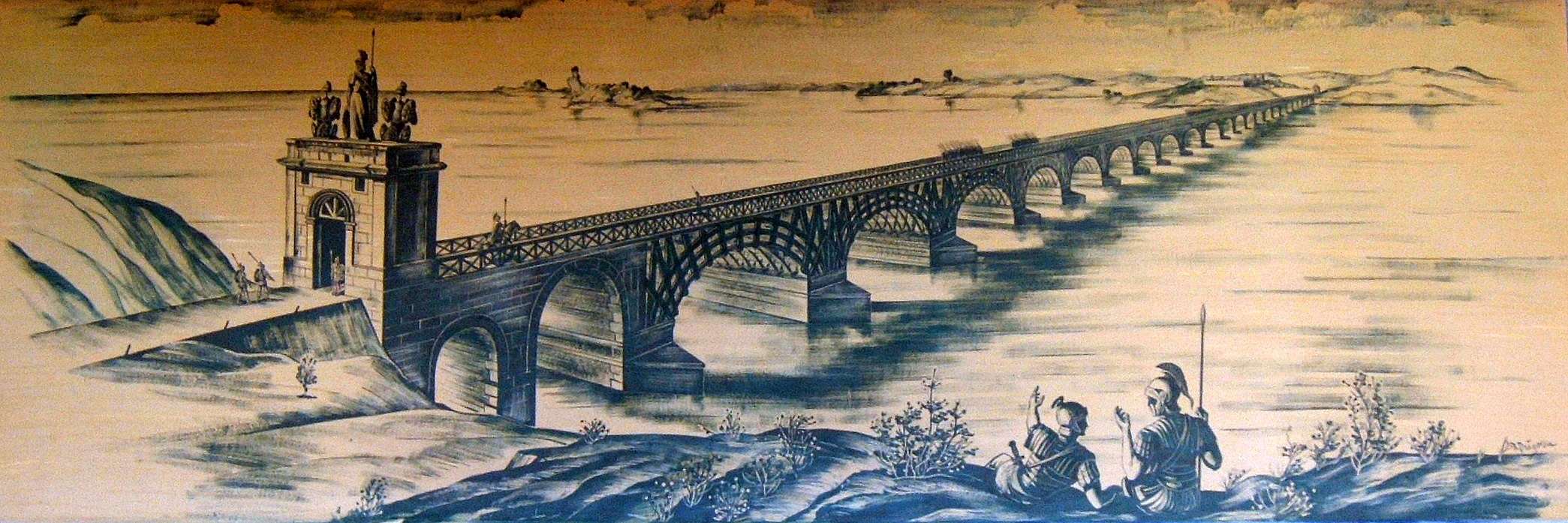
Реконструкция внешнего вида моста инженера Э. Дюперрекса (1907)

Строился мост в сжатые сроки в преддверии готовившейся Траяном войны с даками. Длина моста составляла более километра (предположительно 1135 метров). С обеих сторон он был защищён крепостными сооружениями.
Траянов мост не простоял и полувека. Император Адриан повелел разрушить его, дабы затруднить варварам переправу через Дунай.

## Судьба руин моста
Опоры моста находятся на Дунае поблизости от городов Дробета-Турну-Северин (Румыния) и Кладово (Сербия). В 1856 году рекордное обмеление реки обнажило все 20 опор. Они мешали речному судоходству, и после долгих дебатов в 1906 году были снесены 2 опоры. К 1932 году сохранилось 16 опор, а в 1982 году археологами было зафиксировано только 12.

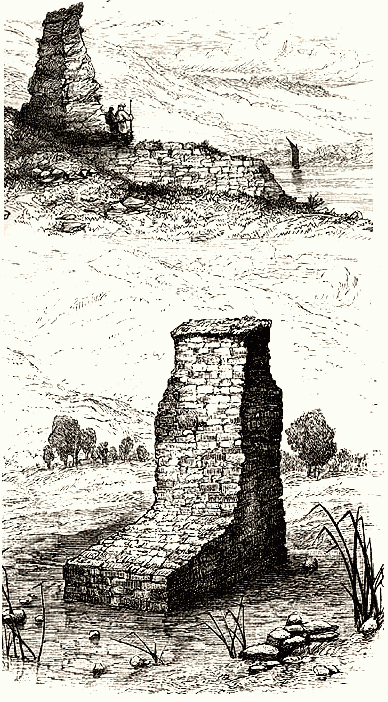
Руины на гравюре 1882 г.
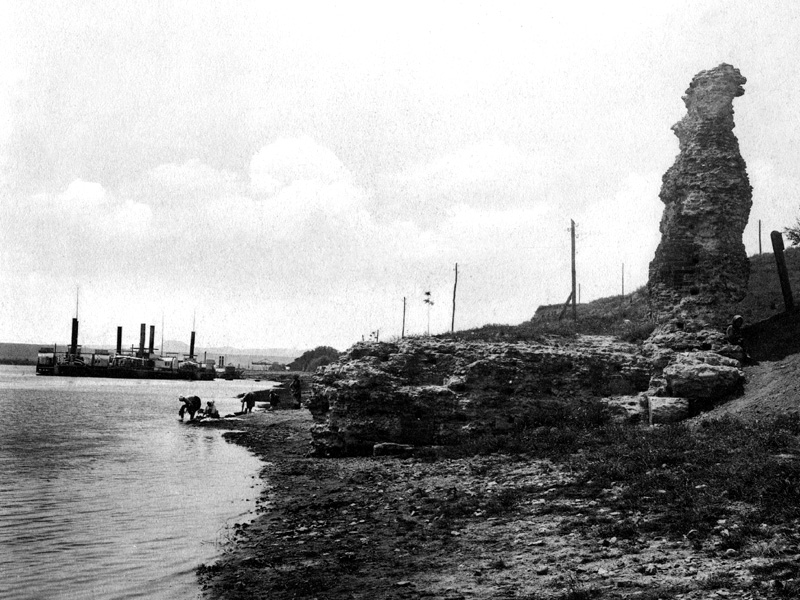
Руины моста в начале XX века
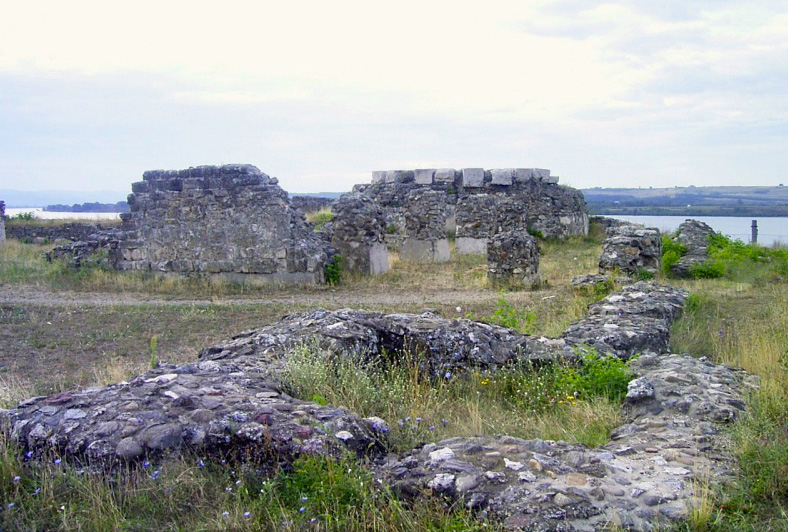
Руины на берегу Дуная в 2004 году

## Надпись о строительстве моста

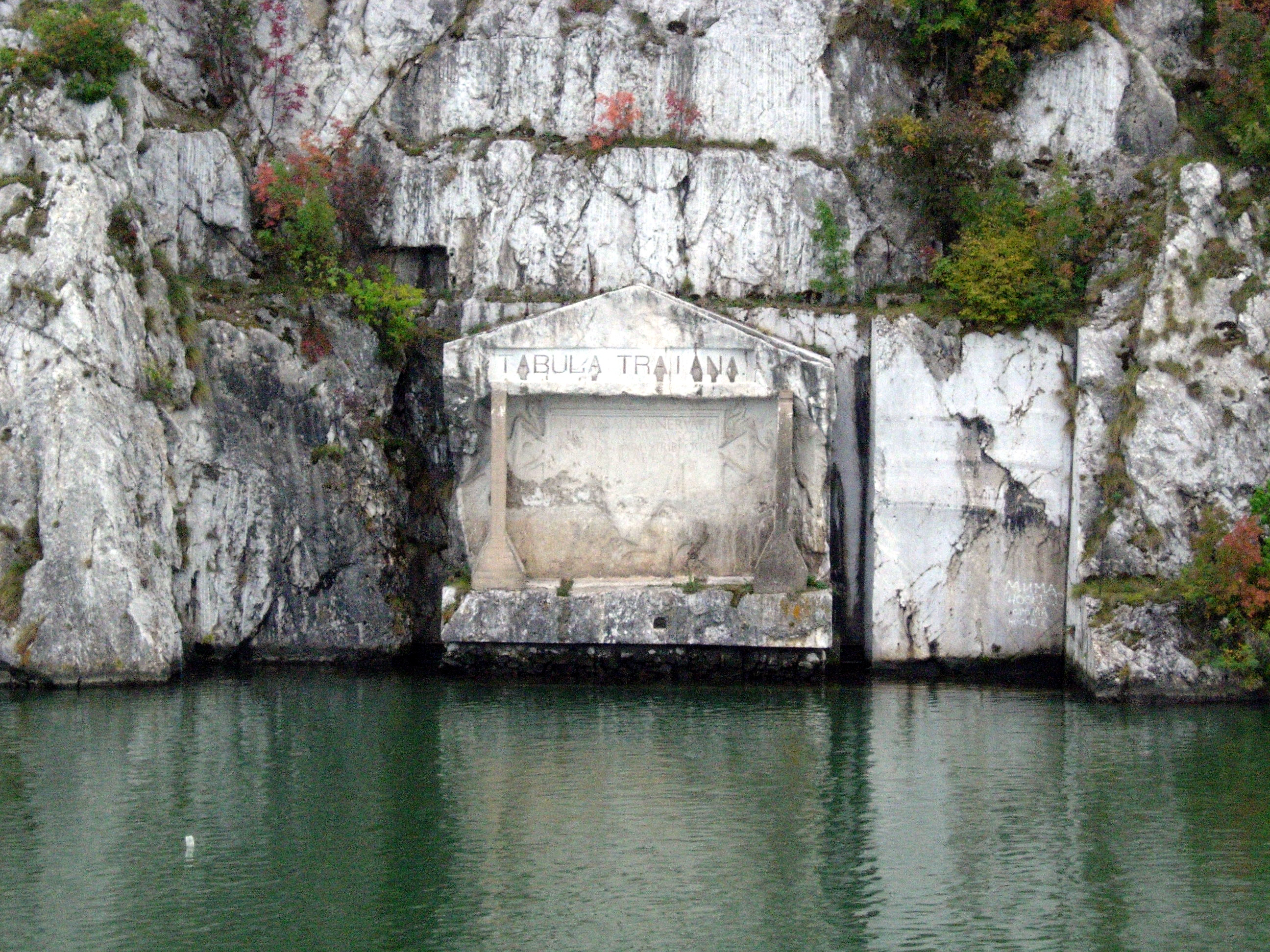
Остатки надписи Траяна

Неподалёку от моста на берегу Дуная частично сохранилась высеченная в скале надпись — Tabula Traiana, в которой Траян сообщает потомству о завершении строительства военной дороги и моста. Длина надписи — 4 метра, высота — 1,75 метра.
IMP. CAESAR. DIVI. NERVAE. F
NERVA TRAIANVS. AVG. GERM
PONTIF MAXIMUS TRIB POT IIII 
PATER PATRIAE COS III
MONTIBVUS EXCISI(s) ANCO(ni)BVS
SVBLAT(i)S VIA(m)  F(ecit)
Tabula Traiana
Перевод:
Император Цезарь, сын божественного Нервы, Нерва Траян, Август, Германик, великий понтифик, четырежды трибун, Отец отечества, трижды консул, рассекая скалы и воздвигая [деревянные] балки, построил [эту] дорогу

## Мост в филателии

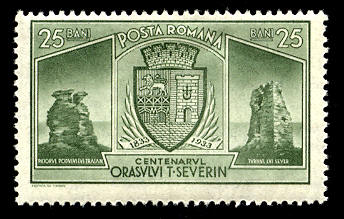
Почтовая марка 1933 г.

Изображение остатков двух опор моста Траяна в городе Дробета-Турну-Северин помещено на румынской почтовой марке номиналом в 25 бани, выпущенной в 1933 г. и посвященной 100-летнему юбилею этого города.